# Ghyvelde
Ghyvelde község Franciaország Hauts-de-France régiójában, Nord megyében. Új községként 2016. január 1-jén jött létre, amikor a régi Ghyvelde-et Les Moëres korábbi községgel egyesítették.
Lakosainak száma 4126 fő (2022. január 1.). Ghyvelde Zuydcoote, Bray-Dunes, De Panne, Veurne, Hondschoote, Warhem, Uxem és Leffrinckoucke községekkel határos.

## Népesség
A település népességének változása:
| Lakosok száma | 4193 | 4164 | 4131 | 4111 | 4119 | 4126 |
|               | 2017 | 2018 | 2019 | 2020 | 2021 | 2022 |